# Rusalka (film fra 2007)
 For alternative betydninger, se Rusalka. (Se også artikler, som begynder med Rusalka)
Rusalka (russisk: Русалка) er en russisk spillefilm fra 2007 af Anna Melikjan.

## Medvirkende
- Marija Sjalajeva som Alisa Titova
- Jeevgenij Tsyganov som Aleksandr 'Sasja' Viktorovitj
- Marija Sokova
- Anastasija Dontsova
- Irina Skrinitjenko som Rita